# Buxeuil (Indre)
Buxeuil és un municipi francès, situat al departament de l'Indre i a la regió de Centre – Vall del Loira. L'any 2007 tenia 220 habitants.

## Demografia

### Població
El 2007 la població de fet de Buxeuil era de 220 persones. Hi havia 100 famílies, de les quals 40 eren unipersonals (16 homes vivint sols i 24 dones vivint soles), 32 parelles sense fills i 28 parelles amb fills.
La població ha evolucionat segons el següent gràfic:
Habitants censats

### Habitatges
El 2007 hi havia 165 habitatges, 102 eren l'habitatge principal de la família, 61 eren segones residències i 2 estaven desocupats. 162 eren cases i 3 eren apartaments. Dels 102 habitatges principals, 81 estaven ocupats pels seus propietaris, 19 estaven llogats i ocupats pels llogaters i 2 estaven cedits a títol gratuït; 7 tenien dues cambres, 21 en tenien tres, 29 en tenien quatre i 45 en tenien cinc o més. 85 habitatges disposaven pel capbaix d'una plaça de pàrquing. A 46 habitatges hi havia un automòbil i a 43 n'hi havia dos o més.

## Economia
El 2007 la població en edat de treballar era de 127 persones, 87 eren actives i 40 eren inactives. De les 87 persones actives 82 estaven ocupades (46 homes i 36 dones) i 5 estaven aturades (2 homes i 3 dones). De les 40 persones inactives 21 estaven jubilades, 6 estaven estudiant i 13 estaven classificades com a «altres inactius».

### Ingressos
El 2009 a Buxeuil hi havia 97 unitats fiscals que integraven 213 persones, la mediana anual d'ingressos fiscals per persona era de 16.920 €.

### Activitats econòmiques
Dels 4 establiments que hi havia el 2007, 1 era d'una empresa extractiva, 1 d'una empresa de comerç i reparació d'automòbils, 1 d'una empresa d'hostatgeria i restauració i 1 d'una empresa de serveis.
L'any 2000 a Buxeuil hi havia 16 explotacions agrícoles que ocupaven un total de 1.746 hectàrees.

## Poblacions més properes
El següent diagrama mostra les poblacions més properes.